# FK Orel
Orel (ruski: Орёл, čit. "Arjol") je ruski nogometni klub iz grada Orela. 
Klupski nadimak je "orli" (na ruskome, ime grada Orela znači "Orao").
Bio je utemeljen 1960. godine. 
Zbog bankrota 2007., morao je istupiti iz LFL-a (Любительская футбольная лига).

## Prijašnja imena
- 1960. – 1962.: Lokomotiv (Локомотив)
- 1963. – 1972.: Spartak (Спартак)
- 1973. – 1975.: Stalj (Сталь)
- 1976. – 1991.: Spartak (Спартак)
- 1993. – 2006.: Orel (Орёл)
- 2007.: Spartak (Спартак)

Od 10. svibnja 2007. je opet "Orel" (Орёл).

## Vanjske poveznice
- Službene stranice
- Navijačke stranice
- Navijačke stranice